# Shamshernagar flygplats
Shamshernagar flygplats är en flygplats i Bangladesh. Den ligger i den östra delen av landet, 170 km nordost om huvudstaden Dhaka. Shamshernagar flygplats ligger 23 meter över havet.
Terrängen runt Shamshernagar flygplats är mycket platt. Närmaste större samhälle är Maulavi Bāzār, 13,9 km nordväst om Shamshernagar flygplats.
I omgivningarna runt Shamshernagar flygplats växer huvudsakligen savannskog. Runt Shamshernagar flygplats är det tätbefolkat, med 570 invånare per kvadratkilometer.